# Isabel Gemio
Isabel Gemio Cardoso (Alburquerque, 15 gennaio 1961) è una giornalista e conduttrice televisiva spagnola.

## Biografia
Ha cominciato in  Radio Extremadura e Ràdio Barcelona come Isabel Garbí. Il suo debutto in televisione è con Los Sabios  (TVE, 1983)

## Televisione
- Los Sabios (1983-1984) TVE.
- Tal Cual (TVE) (1989) TVE.
- 3X4 (1989-1990) TVE.
- Arco de Triunfo (1991) TVE.
- Juegos sin fronteras (1991) TVE.
- Acompáñame (1992) TVE.
- Lo que necesitas es amor (1993-1994) Antena 3.
- Esta noche, sexo (1995) Antena 3.
- Hoy por ti (1996) Antena 3.
- Sorpresa ¡Sorpresa! (1996-1998) Antena 3.
- Hablemos claro (1999-2000) Canal Sur.
- Noche y día (2001) Antena 3.
- De buena mañana (2002) Antena 3.
- Hay una carta para ti (2002-2004) Antena 3.
- Sorpresa ¡Sorpresa! (2007) Antena 3.
- Cuéntaselo a Isabel (2008-2009) Canal Extremadura TV.
- Todos somos raros, todos somos únicos (2014) TVE.

## Radio
- Radio Extremadura
- Radio Barcelona: La chica de la radio, Cita a las cinco,  El Diván…
- Cadena Rato
- Radio Nacional de España

## Riconoscimenti
- TP de Oro (1994) Miglior Presentadora, Lo que necesitas es amor.
- TP de Oro (1996) Miglior Presentadora, Sorpresa ¡Sorpresa!.
- Garbanzo de Plata (1996)
- Micrófono de Plata (2005), Te doy mi palabra.
- Antena de Oro (2006), Te doy mi palabra.